# Axuenna
Axuenna este un gen de molii din familia Lymantriinae.